# 彩みちる
彩 みちる（いろどり みちる、10月19日 - ）は、宝塚歌劇団月組に所属する娘役。
東京都目黒区、洗足学園高等学校出身。身長163cm。血液型A型。愛称は「みちる」、「みちこ」。

## 来歴
2011年、宝塚音楽学校入学。
2013年、音楽学校卒業後、宝塚歌劇団に99期生として入団。入団時の成績は12番。雪組公演「ベルサイユのばら」で初舞台。
2014年、組まわりを経て雪組に配属。
2015年の「星逢一夜」で新人公演初ヒロイン。その後も3度に渡って新人公演ヒロインを務める。
2016年の「ドン・ジュアン」（KAAT神奈川芸術劇場・ドラマシティ公演）で、東上公演初ヒロイン。
2017年の「CAPTAIN NEMO」（日本青年館・ドラマシティ公演）で、2度目の東上公演ヒロイン。
2021年11月15日付で月組へと組替え。
2022年の「ELPIDIO」（KAAT神奈川芸術劇場・ドラマシティ公演）で、3度目の東上公演ヒロイン。
2023年の「フリューゲル」で、トップ娘役・海乃美月の突然の休演により、急遽代役に抜擢を受け、大劇場公演ヒロインを演じる。
2025年11月16日の「GUYS AND DOLLS」東京公演千秋楽をもって、宝塚歌劇団を退団することが発表された。

## 人物
母がミュージカル、宝塚が好きで、雪組びいきだった。
漠然と宝塚に憧れつつ、ミュージカル科のある高校に進学。進路を決める際になって、母から「将来、後悔しないように」と、音楽学校の受験を勧められる。音大進学のつもりだったが、母の言葉で受験し、一発合格。
性格も母譲りで「思ったことは口にする」タイプ。元々は男役志望だったが、身長が低く声が高かったので娘役となった。

## 主な舞台

### 初舞台
- 2013年4 - 5月、雪組『ベルサイユのばら-フェルゼン編-』（宝塚大劇場）

### 組まわり
- 2013年6 - 7月、雪組『ベルサイユのばら-フェルゼン編-』（東京宝塚劇場）
- 2013年9 - 12月、宙組『風と共に去りぬ』

### 雪組時代
- 2014年6 - 8月、『一夢庵風流記 前田慶次』 - 新人公演：千代（本役：天舞音さら）『My Dream TAKARAZUKA』
- 2014年10 - 11月、『パルムの僧院-美しき愛の囚人-』（バウホール） - ミネルヴァ
- 2015年1 - 3月、『ルパン三世 -王妃の首飾りを追え!-』 - ルイ・シャルル、新人公演：セラフィーナ（本役：有沙瞳）『ファンシー・ガイ!』[5]
- 2015年5月、『星影の人』 - 玉菊『ファンシー・ガイ!』（博多座）
- 2015年7 - 10月、『星逢一夜（ほしあいひとよ）』 - 浪、新人公演：泉（本役：咲妃みゆ）『La Esmeralda（ラ エスメラルダ）』 新人公演初ヒロイン[5][6]
- 2015年11月、『銀二貫』（バウホール） - お市／彦坂鶴之輔（幼少）
- 2016年2 - 5月、『るろうに剣心』 - 明神弥彦、新人公演：神谷薫（本役：咲妃みゆ） 新人公演ヒロイン[7][6]
- 2016年6 - 7月、『ドン・ジュアン』（KAAT神奈川芸術劇場・ドラマシティ） - マリア 東上初ヒロイン[8][9]
- 2016年7月、『Bow Singing Workshop〜雪〜』（バウホール）
- 2016年10 - 12月、『私立探偵ケイレブ・ハント』 - 空港職員、新人公演：レイラ（本役：星南のぞみ）『Greatest HITS!』
- 2017年2月、『New Wave!-雪-』（バウホール）
- 2017年4 - 7月、『幕末太陽傳（ばくまつたいようでん）』 - 女郎おつね、新人公演：女郎こはる（本役：星乃あんり）『Dramatic “S”!』
- 2017年8 - 9月、『CAPTAIN NEMO』（日本青年館・ドラマシティ） - レティシア 東上ヒロイン[10][11]
- 2017年11 - 2018年2月、『ひかりふる路（みち）〜革命家、マクシミリアン・ロベスピエール〜』 - リュシル・デムーラン、新人公演：ルノー夫人（本役：梨花ますみ）『SUPER VOYAGER!』
- 2018年3 - 4月、『誠の群像』 - お加代『SUPER VOYAGER!』（全国ツアー）
- 2018年6 - 9月、『凱旋門』 - ユリア、新人公演：リュシェンヌ・マルチネ（本役：舞咲りん）『Gato Bonito!!』
- 2018年11 - 2019年2月、『ファントム』 - ソレリ、新人公演：ガブリエル（本役：梨花ますみ）
- 2019年3 - 4月、『PR×PRince』（バウホール） - マリー
- 2019年5 - 9月、『壬生義士伝』 - みつ（少女）、新人公演：しづ／みよ（本役：真彩希帆）『Music Revolution!』 新人公演ヒロイン[6]
- 2019年10 - 11月、『はばたけ黄金の翼よ』 - ビアンカ『Music Revolution!』（全国ツアー）
- 2020年1 - 2月、『ONCE UPON A TIME IN AMERICA（ワンス アポン ア タイム イン アメリカ）』（宝塚大劇場） - エヴァ、新人公演：キャロル（本役：朝美絢）
- 2020年2 - 3月、『ONCE UPON A TIME IN AMERICA（ワンス アポン ア タイム イン アメリカ）』（東京宝塚劇場） - エヴァ
- 2020年8 - 9月、『炎のボレロ』 - モニカ『Music Revolution!-New Spirit-』（梅田芸術劇場）
- 2020年10月、凪七瑠海コンサート『パッション・ダムール-愛の夢-』（バウホール）
- 2021年1 - 4月、『fff-フォルティッシッシモ-』 - モーツァルト『シルクロード〜盗賊と宝石〜』
- 2021年5 - 6月、『ほんものの魔法使』（バウホール・KAAT神奈川芸術劇場） - ワン・メイ
- 2021年8 - 11月、『CITY HUNTER』 - 野上冴子『Fire Fever!』

### 月組時代
- 2022年1 - 3月、『今夜、ロマンス劇場で』 - 成瀬塔子『FULL SWING!』[2]
- 2022年5月、『Rain on Neptune』（舞浜アンフィシアター） - クール♥[2]
- 2022年7 - 10月、『グレート・ギャツビー』 - ジョーダン・ベイカー
- 2022年11 - 12月、『ELPIDIO（エルピディイオ）』（KAAT神奈川芸術劇場・ドラマシティ） - パトリシア 東上ヒロイン[13][14]
- 2023年2 - 4月、『応天の門』 - 白梅『Deep Sea-海神たちのカルナバル-』
- 2023年6月、『DEATH TAKES A HOLIDAY』（東急シアターオーブ） - エヴァンジェリーナ・ディ・サン・ダニエッリ伯爵夫人
- 2023年8 - 11月、『フリューゲル-君がくれた翼-』 - ミク・エンゲルス／代役：ナディア・シュナイダー（本役：海乃美月）『万華鏡百景色（ばんかきょうひゃくげしき）』[注釈 1][15]
- 2024年1月、『G.O.A.T』（梅田芸術劇場）
- 2024年3 - 7月、『Eternal Voice 消え残る想い』 - エゼキエル『Grande TAKARAZUKA 110!』
- 2024年8 - 9月、『BLUFF（ブラフ）』（プレイハウス・バウホール） - アイリーン
- 2024年11 - 2025年3月、『ゴールデン・リバティ』 - パール『PHOENIX RISING（フェニックス・ライジング）』
- 2025年4 - 5月、『花の業平／PHOENIX RISING』（全国ツアー） - あけび
- 2025年7 - 11月、『GUYS AND DOLLS』 - ミス・アデレイド／ホット・ボックス・ドールズ 退団公演[注釈 2]

## 出演イベント
- 2017年12月、タカラヅカスペシャル2017『ジュテーム・レビュー-モン・パリ誕生90周年-』
- 2018年5月、『凱旋門』前夜祭
- 2018年12月、タカラヅカスペシャル2018『Say! Hey! Show Up!!』
- 2019年12月、タカラヅカスペシャル2019『Beautiful Harmony』

## TV出演
- 2019年7月、フジテレビ『2019 FNSうたの夏まつり』

## 受賞歴
- 2024年、『宝塚歌劇団年度賞』 - 2023年度アーティスト賞[17]